# Phloeonomus
Phloeonomus — род стафилинид из подсемейства Omaliinae.

## Описание
Последний сегмент задней лапки гораздо длиннее четырёх предыдущих сегментов вместе взятых. Верхняя губа впереди без выемки. Последний сегмент челюстных щупиков гораздо тоньше предыдущего.

## Систематика
К роду относятся:
- вид: Phloeonomus minimus (Erichson, 1839)
- вид: Phloeonomus punctipennis C.G.Thomson, 1867
- вид: Phloeonomus pusillus (Gravenhorst, 1806)
- вид: Phloeonomus sjoebergi A. Strand, 1937